# الكشكية
تقع مدينة الكشكية على الضفة اليسرى لنهر الفرات تتبع جغرافيا لناحية هجين منطقة البوكمال محافظة دير الزور عدد سكانها 14979 ألف نسمة مساحتها 2800 هكتار يعمل سكانها بالزراعة وتربية المواشي.